# Ludowa Partia Demokratyczna (Turcja)
Ludowa Partia Demokratyczna (tur. Halkların Demokratik Partisi, HDP; kurd. Partiya Demokratîk a Gelan) – prokurdyjska partia polityczna o charakterze socjalistyczno-demokratycznym działająca na terenie Turcji. Została założona jako część Kongresu Ludowo-Demokratycznego, przez członków kurdyjskiej Partii Pokoju i Demokracji. HDP jako oddzielna partia funkcjonuje od 2012.
HDP stoi w obliczu zamknięcia od 2021. Selahattin Demirtaş oświadczył, że jeśli partia zostanie zamknięta, kandydaci do parlamentu znajdą się na listach Partii Zielonej Lewicy (YSP) w wyborach powszechnych w 2023. Ponadto kierownictwo partii HDP ogłosiło, że przekaże aktywną pracę polityczną YSP. Już w październiku 2022 YSP zmieniło swoje logo, aby bardziej przypominało HDP. W efekcie w wyborach parlamentarnych w 2023 oba ugrupowania startowały jako Ludowa Partia Równości i Demokracji (DEM).

## Ideologia
Ideologia ugrupowania skupia się na obronie praw mniejszości etnicznych na terenie Turcji, a w szczególności mniejszości Kurdyjskiej. Z partią związane są jednak grupy reprezentujące środowiska Ormian, Alewitów, Asyryjczyków, Czerkiesów czy innych mniejszości. Poza tym, HDP jest zwolennikiem egalitaryzmu, zielonej polityki, demokracji bezpośredniej oraz przeciwnikiem kapitalizmu, w swoich działaniach wspiera środowiska LGBT. Często podkreślane jest poparcie dla równości płci, co wyraża się m.in. poprzez wybór dwójki liderów, kobiety i mężczyzny. W wyborach parlamentarnych 7 czerwca 2015, pośród 550 kandydatów znajdowało się aż 268 kobiet.  
HDP została opisana przez jej założycieli jako partia, której celem jest wyeliminowanie wyzysku siły roboczej i fundamentalne przywrócenie demokracji, w której jednostki mogą żyć razem jako równi obywatele. Dalej była opisywana jako partia dążąca do fundamentalnej zmiany istniejącego systemu kapitalistycznego poprzez zjednoczenie szerokiego zakresu lewicowych ruchów opozycyjnych. Jedna z założycielek, Fatma Gök, twierdziła, że każdy ruch polityczny o podobnych celach do HDK, który nie połączył się z partią, jest do tego bardziej niż mile widziany. Jednak Yavuz Önen twierdził, że HDP wejdzie do wyborów jako partia indywidualna, a nie jako część szerszego sojuszu wyborczego, dodając, że sama partia składa się przede wszystkim z szerokiej koalicji sił politycznych.  
Najdłużej współkierujący HDP, Selahattin Demirtaş starał się poszerzać elektorat partii poza społeczność kurdyjską. W swoich wypowiedziach odcinał się od sposobu prowadzenia polityki przez Partię Pracujących Kurdystanu, która w Turcji i na świecie uchodzi za organizację terrorystyczną. 
Partia od dawna opowiada się za utworzeniem lokalnych „parlamentów ludowych” w celu zwiększenia demokratycznej reprezentacji i decentralizacji władzy. Stara się zjednoczyć obywateli w całej Turcji poprzez opozycję wobec rządzącej konserwatywnej Partii Sprawiedliwości i Rozwoju (AKP), którą HDP oskarżyła o autorytarność, wyzysk i dyskryminację mniejszości religijnych. Polityka zagraniczna HDP zakłada także otwarcie granicy z Armenią, która jest zamknięta od 1993, ze względu na tureckie wsparcie Azerbejdżanu podczas pierwszej wojny o Górski Karabach. HDP jest jedyną dużą partią polityczną w Turcji, która nie popiera zaprzeczania ludobójstwu Ormian i wzywa Turcję do powołania komisji oraz wzięcia odpowiedzialności za jej rolę w I wojnie światowej. 
Po jednej z konferencji w czasie kampanii wyborczej Selahattina Demirtaşa wybuchły kontrowersje, ponieważ w czasie jej trwania nie wystawiono żadnych tureckich flag. W odpowiedzi Demirtaş utrzymywał, że HDP szanuje flagę, stwierdzając, że reprezentuje ona wszystkich obywateli Turcji. Partia w swoich działaniach zwraca się do szerokiego spektrum wyborców, mając kandydatów o różnej płci i pochodzeniu społecznym, narodowym i religijnym. Duży udział kobiet, a także kandydatów alewickich, ormiańskich, jezydzkich i asyryjskich zmieszanych z kandydatami tureckiej lewicy odegrał kluczową rolę w powodzeniu wyborów parlamentarnych w czerwcu 2015. 

## Przynależność międzynarodowa
HDP jest stowarzyszona z Partią Europejskich Socjalistów, jest członkiem Sojuszu Progresywnego oraz posiada status partii konsultatywnej w Międzynarodówce Socjalistycznej.

## Udział w wyborach

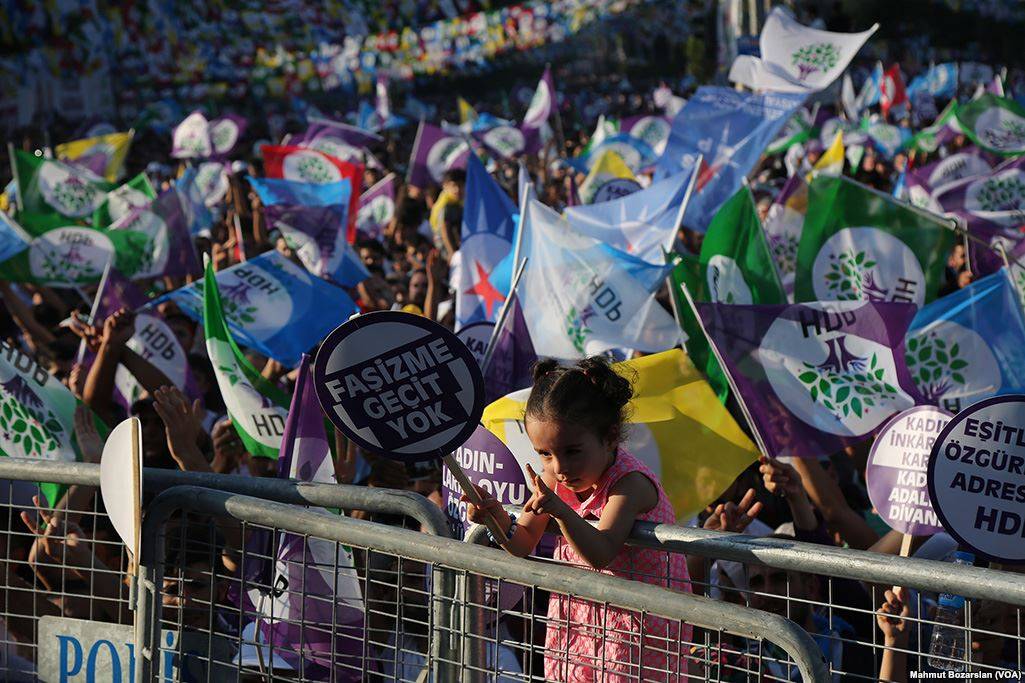
Wiec wyborczy zwolenników partii w 2018.

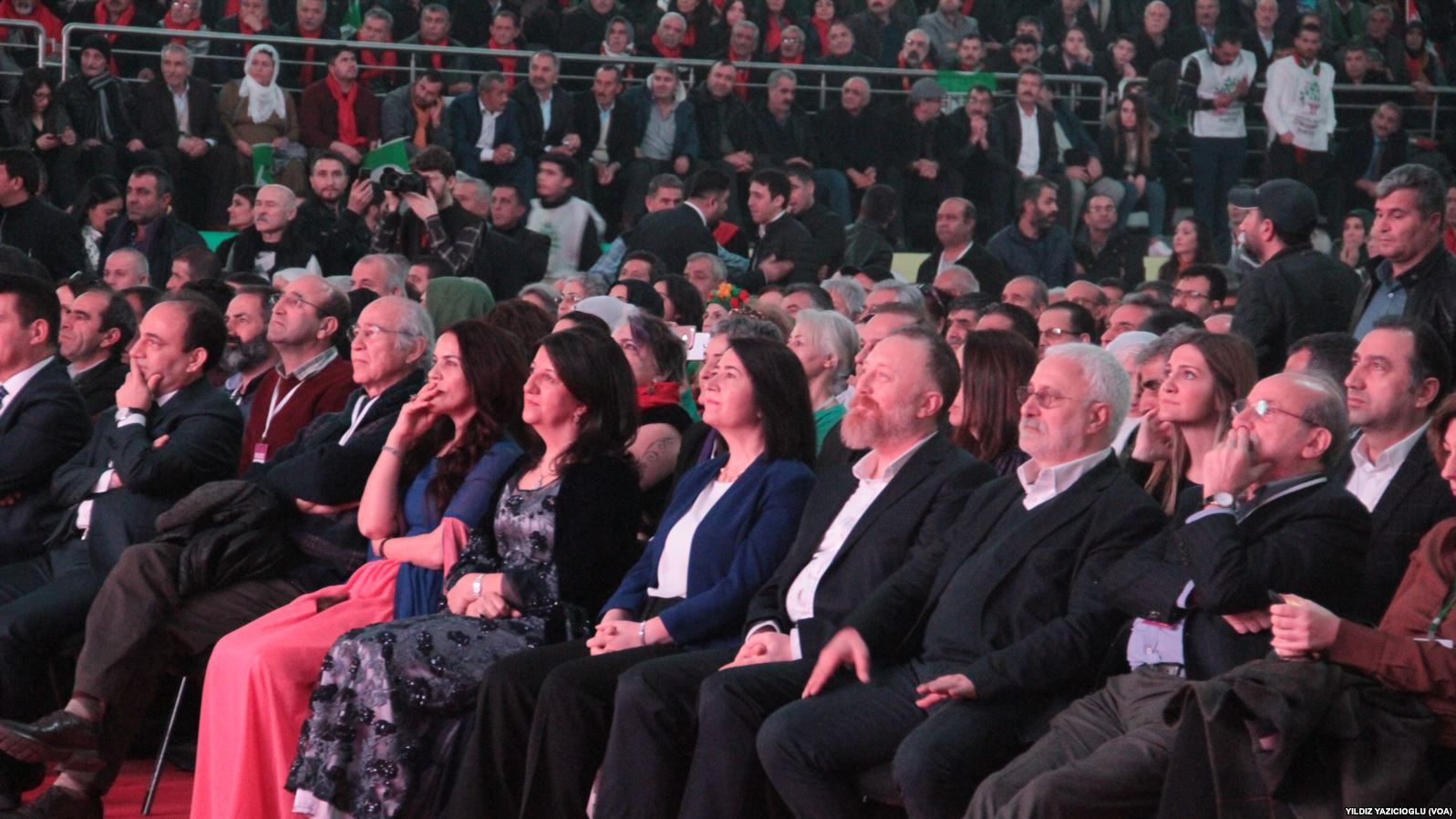
Kongres HDP w 2013.

Partia pierwszy raz wystartowała podczas wyborów samorządowych w 2014. Razem z Partią Pokoju i Demokracji zdobyła 6,29% głosów. W tym samym roku partia wystawiła swojego kandydata na prezydenta, którym był Selahattin Demirtaş. Demirtaş zdobył 9,77% głosów zajmując trzecią pozycję. 7 czerwca 2015 partia wystartowała pierwszy raz w wyborach parlamentarnych i otrzymała 13,12% głosów, co zapewniło 80 miejsc w Wielkim Zgromadzeniu Narodowym Turcji. Był to pierwszy przypadek w historii Turcji, kiedy partia tworzona przez Kurdów weszła do parlamentu. Kilka miesięcy później, w przedterminowych wyborach, które odbyły się 1 listopada 2015, partia zdobyła 10,76% i uzyskała 59 miejsc w parlamencie.
W wyborach parlamentarnych 24 czerwca 2018 partia zdobyła 5 865 664 (11,70% ogółu), co zapewniło jej 67 miejsc w parlamencie. W tym samym dniu odbyły się również wybory prezydenckie, w których kandydatem partii był ponownie Selahattin Demirtaş, przebywający wówczas w więzieniu pod zarzutem wspierania terroryzmu. Zajął trzecie miejsce, otrzymując wówczas 4 205 219 (8,40% ogółu).
Przed wyborami parlamentsrnymi w 2023 HDP 25 sierpnia 2022 zawiązała koalicję wyborczą Sojusz Pracy i Wolności, razem z Partią Pracujących Turcji (TİP), Partią Ruchu Robotniczego (EHP), Partią Pracy (EMEP), Partią Wolności Społecznej (TÖP) oraz Federacją Zgromadzeń Socjalistycznych (SMF).

## Liderzy
Partia posiada zawsze dwójkę liderów, jedną kobietę oraz jednego mężczyznę. 
| Imię i nazwisko lidera | imię i nazwisko liderki | okres urzędowania                           |
| ---------------------- | ----------------------- | ------------------------------------------- |
| Yavuz Önen             | Fatma Gök               | 15 października 2012 - 27 października 2013 |
| Ertuğrul Kürkçü        | Sebahat Tuncel          | 27 października 2013 - 22 czerwca 2014      |
| Selahattin Demirtaş    | Figen Yüksekdağ         | 22 czerwca 2014 - 9 marca 2017              |
| Selahattin Demirtaş    | Serpil Kemalbay         | 9 marca 2017 - 11 lutego 2018               |
| Sezai Temelli          | Pervin Buldan           | 11 marca 2018 - 23 lutego 2020              |
| Mithat Sancar          | Pervin Buldan           | 23 lutego 2020 - nadal                      |

## Oskarżenia i prześladowania
17 grudnia 2016 koło godziny 21:30 (UTC + 3) cztery zamaskowane osoby zaatakowały biuro HDP w dzielnicy Beylikdüzü w Stambule, które znajduje się w centrum handlowym. Napastnikom udało się pokonać ochronę i rozpalili pożar, który spowodował eksplozję dwóch rur gazowych wewnątrz budynku. Jeden policjant i ochroniarz odnieśli drobne obrażenia. Tej samej nocy, padły strzały przez niezidentyfikowanych sprawców w siedzibie HDP w Darıca. Zgłoszono również ataki na inne biura HDP w całym kraju, w tym w İzmirze, Çanakkale, Hatay, Ankarze i Erzincan.  
W dniu 1 marca 2018 Dilek Öcalan, siostrzenica Abdullaha Öcalana, jednego z członków założycieli Partii Pracujących Kurdystanu (PKK), została skazana na dwa lata i sześć miesięcy więzienia za „propagandę terroru”. Dwa miesiące później cofnięto członkostwo dwóch posłów, Osmana Baydemira i Selmy Irmak, po tym, jak zostali uznani za winnych i skazani na podstawie zarzutów karnych związanych z PKK. W tym samym miesiącu były zastępca Aysel Tuğluk został skazany na dziesięć lat więzienia za przynależność do organizacji terrorystycznej (PKK). 
W sierpniu 2018 była członkini HDP, Leyla Birlik, uciekła do Grecji, gdzie podobno ubiegała się o azyl. Według tureckich źródeł została aresztowana w listopadzie 2016 za propagandę terrorystyczną i zwolniona w oczekiwaniu na proces, ale mimo zakazu podróżowania opuściła kraj. 
11 sierpnia 2018 jeden z parlamentarzystów partii, Mahmud Togrul, został skazany na dwa i pół roku więzienia za propagandę terroru. Dwa miesiące później były ustawodawca Sırrı Süreyya Önder został skazany na 3 lata i 6 miesięcy więzienia za szerzenie propagandy terroru.
We wrześniu 2020 rząd turecki nakazał zatrzymanie dotychczasowego burmistrza Kars Ayhan Bilgen wraz z innymi wybitnymi członkami HDP, takimi jak byli parlamentarzyści Ayla Akat Ata czy Sırri Süreyya Önder za ich poparcie dla protestów Kobanê w 2014, które stanowił wyraź wsparcia dla ludności kurdyjskiej obleganej w Kobanê przez Islamskie Państwo Iraku i Lewantu (ISIL). Do października 2020 portal Duvar poinformował, że tylko sześciu z sześćdziesięciu pięciu wybranych burmistrzów HDP nadal pełniło funkcję. Pozostałych zastąpiono powiernikami tureckiego Ministerstwa Spraw Wewnętrznych.  W czerwcu 2020 Leyla Güven i Musa Farisogullari zostali pozbawieni immunitetu parlamentarnego i aresztowani. Od lutego 2021 wobec kilku parlamentarzystów toczy się śledztwo w związku z zaangażowaniem partii w protesty podczas oblężenia Kobanê w październiku 2014. Ömer Faruk Gergerlioğlu został pozbawiony członkostwa w parlamencie 17 marca 2021 i skazany za szerzenie „propagandy terroru” w tweecie z 2016, w którym wyraził wsparcie wobec ewentualnych rozmów pokojowych z PKK. W tym samym dniu prokurator Naczelnego Sądu Apelacyjnego Bekir Şahin wniósł pozew do Sądu Konstytucyjnego Republiki Turcji o zamknięcie HDP ze względu na rzekome powiązania organizacyjne z PKK. Wezwał również do pięcioletniego zakazu prowadzenia polityki dla 687 polityków HDP. Wśród osób, które mają zostać wykluczone z polityki, są wszyscy byli przywódcy partii, w tym Selahattin Demirtaş i Figen Yüksekdağ, a także dziesiątki byłych i obecnych posłów do parlamentu.
Choć HDP stanęła w obliczu zamknięcia sprawy, przekazała swoją działalność polityczną Ludowa Partia Równości i Demokracji (DEM).